# 隱眼鈎鯰
隱眼鈎鯰，為輻鰭魚綱鯰形目甲鯰科的其中一種，為熱帶淡水魚，分布於南美洲巴拉那河上游São Vicente及Angélica-Bezerra洞穴系統淡水流域，體長可達6公分，棲息在底層水域，為穴居種，生活習性不明。

## 扩展阅读
維基物種上的相關：隱眼鈎鯰